# Ruscaceae
Ruscaceae is een botanische naam, voor een familie van eenzaadlobbige planten. Een familie onder deze naam wordt vrij zelden erkend door systemen voor plantentaxonomie.
In het APG II-systeem (2003) is er een keuze tussen, enerzijds, deze familie te erkennen of, anderzijds, de betreffende planten in te voegen bij de Aspergefamilie (Asparagacaeae). Het wijkt hierin af van het APG-systeem (1998), dat de familie helemaal niet kende. De 23e druk van de Heukels kiest voor het invoegen van deze planten in de Aspergefamilie, en kent deze familie dus ook niet. Ook het APG III-systeem (2009) erkent niet een familie onder deze naam, de groep wordt daar behandeld als de onderfamilie Nolinoideae, in de familie Asparagaceae. In het Cronquist-systeem (1981) werden deze planten ondergebracht bij de leliefamilie (Liliaceae).
Wanneer het als aparte familie gezien wordt, bestaat de familie (bij APG) uit twee dozijn geslachten die eerder wel tot de families Convallariaceae, Dracaenaceae, Eriospermaceae en Nolinaceae gerekend werden. Elders werden deze planten wel tot de leliefamilie (Liliaceae) gerekend, bijvoorbeeld door het Cronquist systeem (1981).
Op de Nederlandstalige wikipedia worden behandeld:
- Aspidistra
- Lelietje-van-dalen (Convallaria majalis)
- Dracaena
- Drakenbloedboom (Dracaena draco)
- Polygonatum, geslacht Salomonszegel
- Gewone salomonszegel (Polygonatum multiflorum)
- Kranssalomonszegel (Polygonatum verticillatum)
- Welriekende salomonszegel (Polygonatum odoratum)
- Sansevieria, geslacht Vrouwentongen

Enkele van de andere geslachten zijn:
- Beaucarnea, Comosperma, Convallaria, Danae, Dasylirion, Eriospermum, Liriope, Maianthemum, Nolina, Ophiopogon, Ruscus